# Hashmatullah Barakzai
Hashmatullah Barekzai (pachto : حشمت الله بارکزی) (né le 26 août 1987  à Kaboul) est un joueur international de football afghan.

## Palmarès
Meilleur buteur du championnat d'Afghanistan: 2007, 2008.